# Malpertuis (Maastricht)
Malpertuis est le nom d'un quartier résidentiel d'après-guerre dans la partie ouest de la municipalité de Maastricht.

## Toponymie
Malpertuis est nommé d'après le château Maupertuis du Roman de Renart. Les rues sont nommées d'après des personnages de l'histoire médiévale.

## Géographie
Malpertuis se situe sur un terrain légèrement vallonné au sud de la colline de Caberg. Le quartier est délimité par le quartier, construit dans l'après-guerre, de Malberg au nord-ouest, d'Oud-Caberg et de Caberg au nord-est, de Brusselsepoort dans le sud-est et de Pottenberg dans le sud. La Via Regia est la principale voie de sortie vers la Belgique et aussi la principale route d'accès au centre de Maastricht.

## Histoire

### Période agricole
Jusqu'à la fin des années 1950, l'espace occupé par le quartier actuel était destiné à l'agriculture. Les terres étaient exploitées par les agriculteurs de Oud-Caberg, dont l'exploitation remonte au Moyen Âge. La première mention de Caberg remonte au XIIIe siècle. Jusqu'en 1794, Malpertuis faisait partie de Caberg puis de la seigneurie de Pietersheim. Après la période française, le quartier fut assimilé par Lanaken.
Lors de la délimitation finale de la frontière entre la Belgique et les Pays-Bas en 1839, le quartier fut inclus à la commune néerlandaise de Oud-Vroenhoven. Le 1er janvier 1920, la commune fut intégrée à Maastricht. Les premières années suivant l'intégration à Maastricht, le quartier changea peu. Dès 1954, un plan d'expansion de la région au sud et à l'ouest de Caberg fut préparé.

### Construction du quartier
Le projet de construction de Malpertuis, qui a commencé en 1957 sous la direction de l'urbaniste Frans Dingemans, prévoyait la possibilité d'accueillir 5 000 habitants. Dingemans a construit le quartier selon le concept, populaire à l'époque, de « logique de paroisse » tel qu'il figure dans le plan d'expansion appelé « plan ouest ». Selon cette logique, le nouveau quartier devait fonctionner sous la forme d'une paroisse, avec l'église paroissiale au centre, entourée par les écoles (dont les pensionnats), les bâtiments communautaires, les commerces et les autres commodités puis les habitations et enfin une zone de loisir sur les bords du quartier.
Auparavant, il y avait des quartiers pour les riches et pour les classes inférieures. La logique de paroisse visait à mélanger les différentes types de populations (riches et pauvres) afin de favoriser la mise en place de comportement sociaux appropriés.

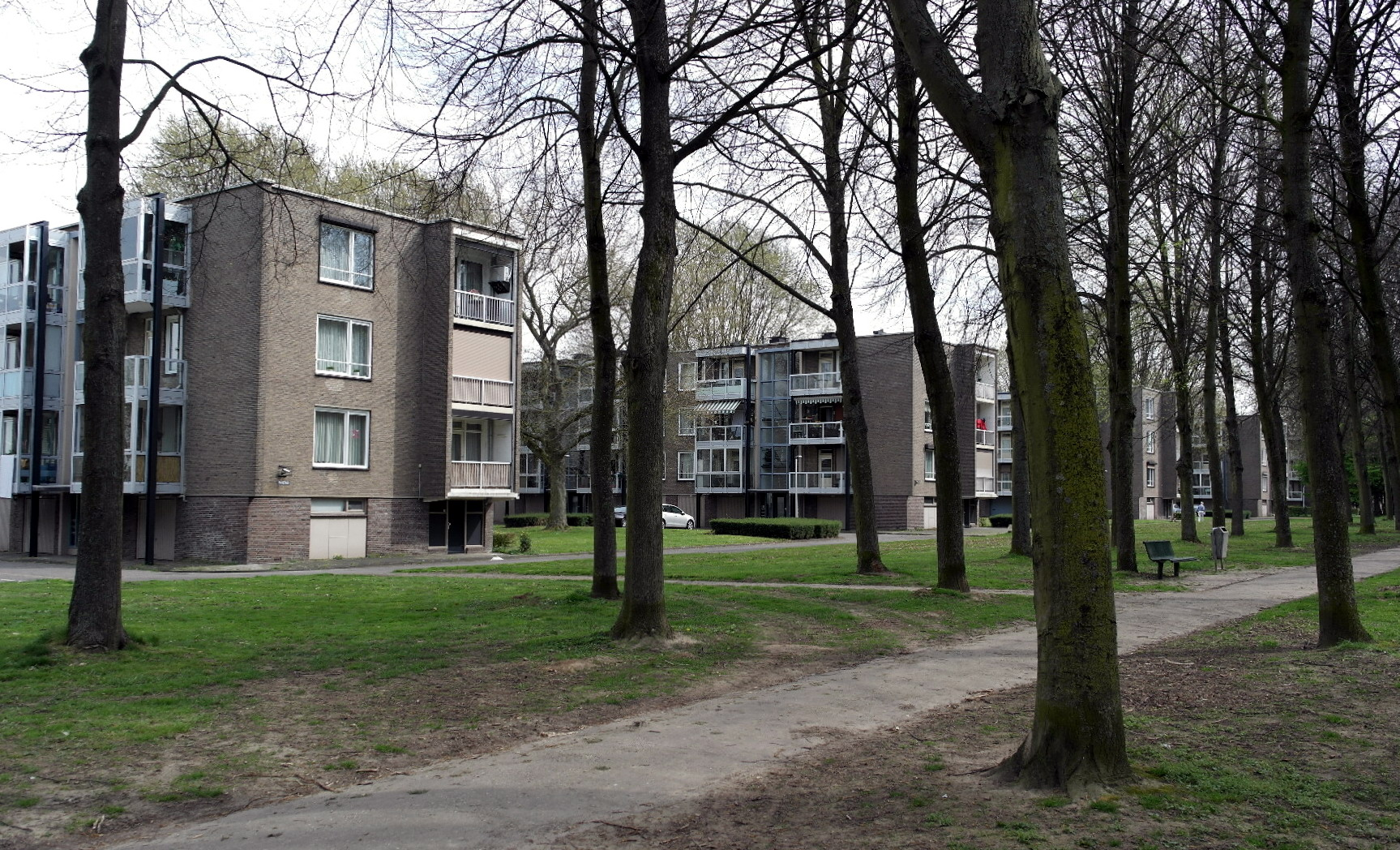
Immeubles des années 1960.
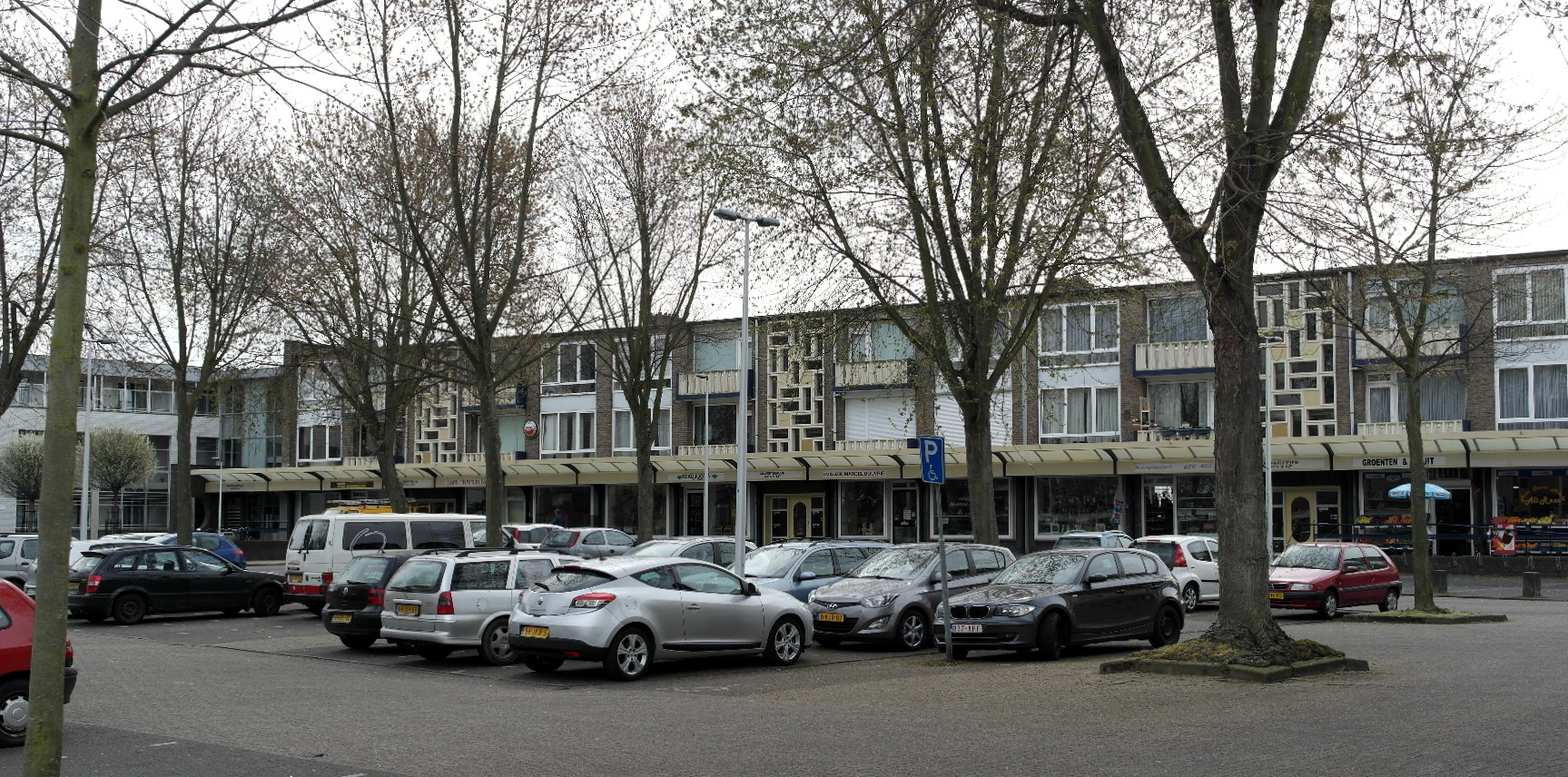
La Malpertuisplein au centre du quartier.
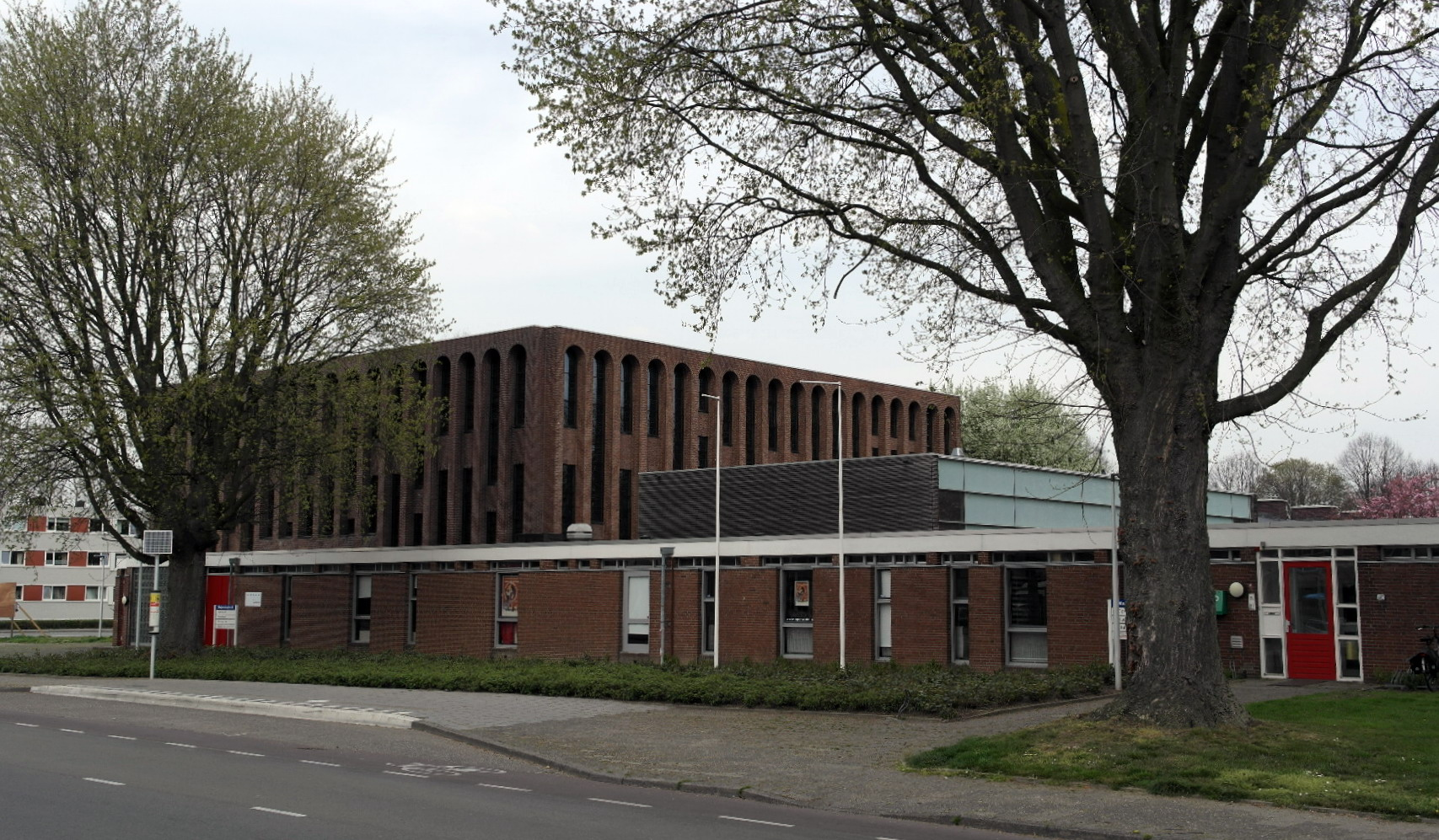
L'ancienne église de paroisse.
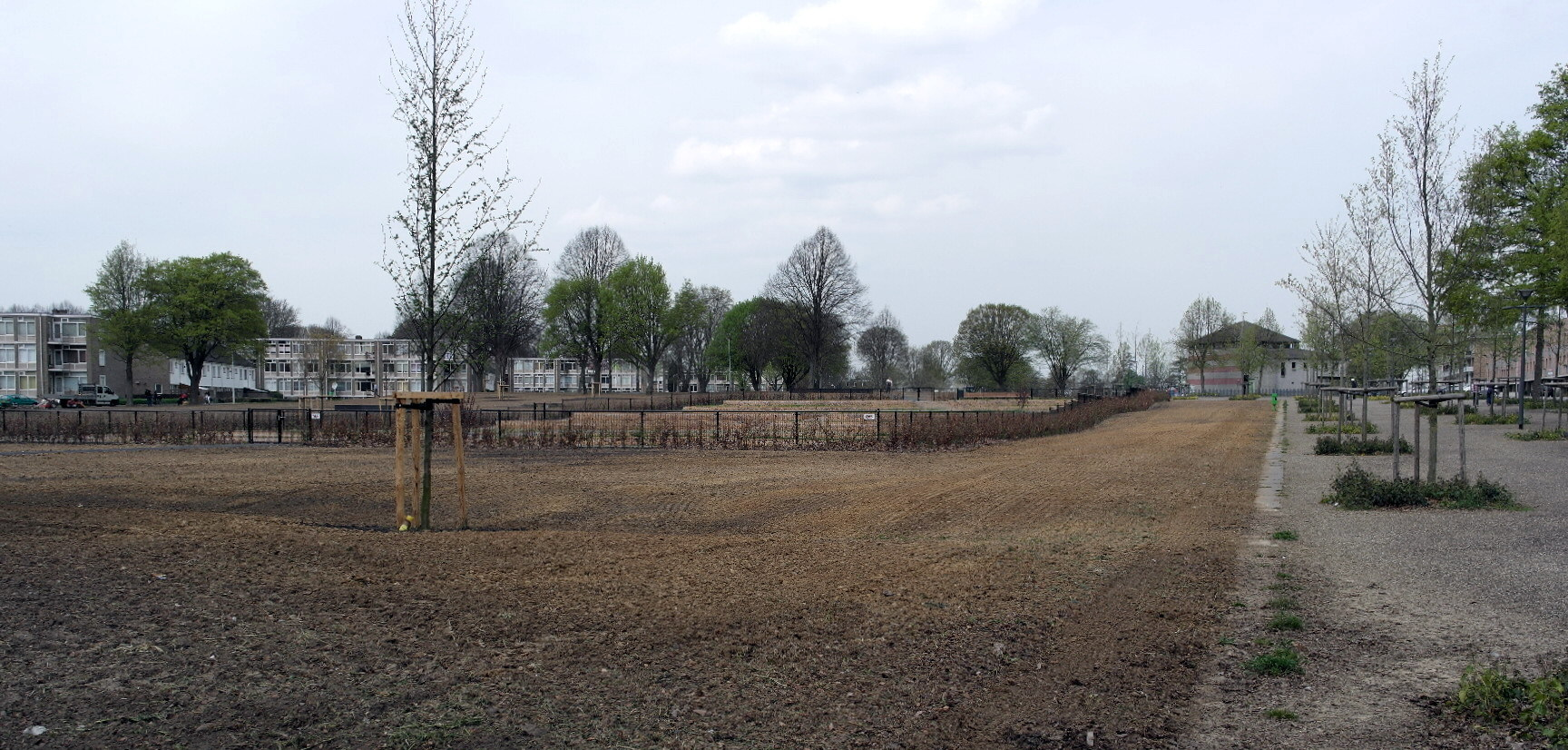
Le Viegenpark en réaménagement.
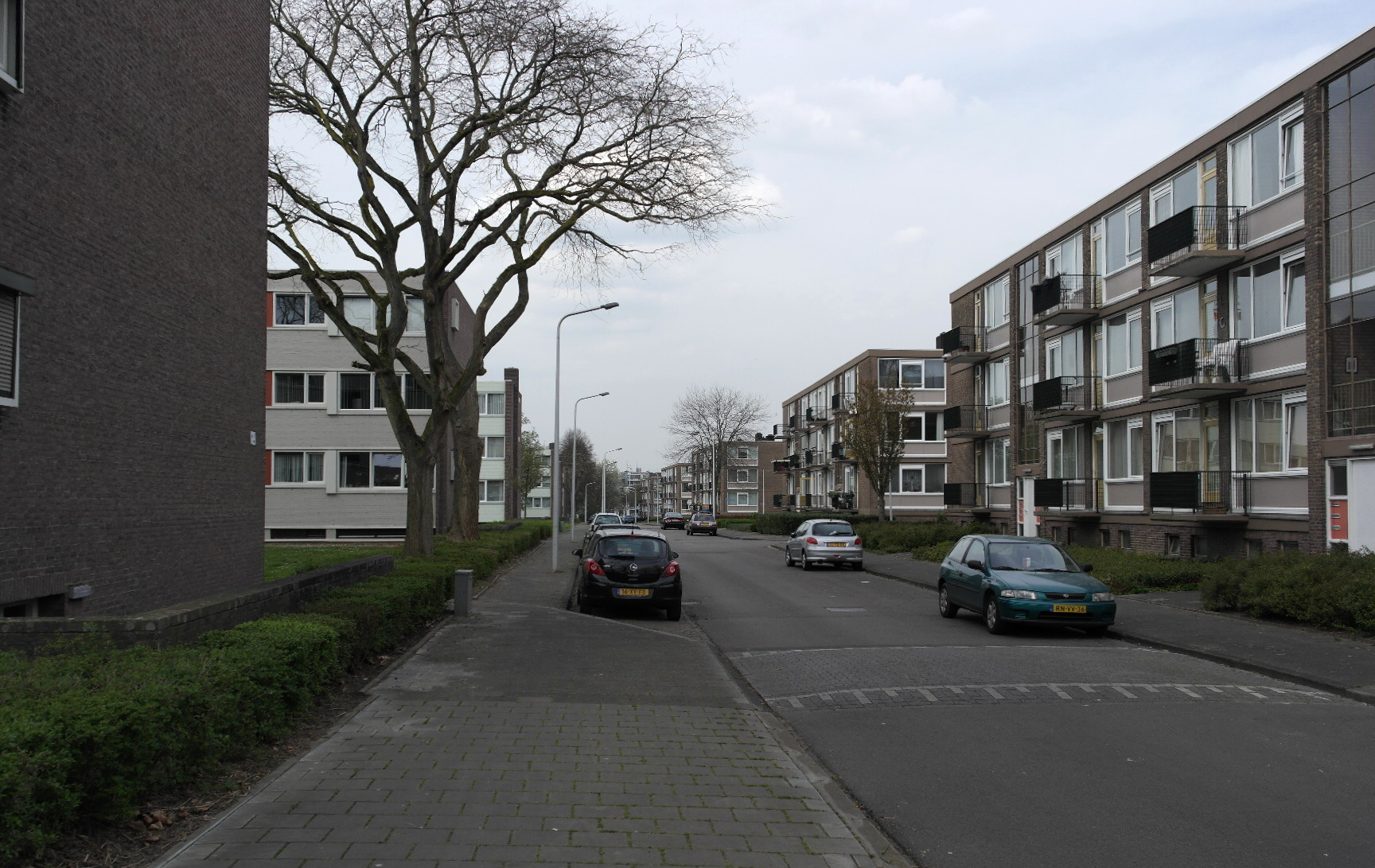
« Habitations empilées ».
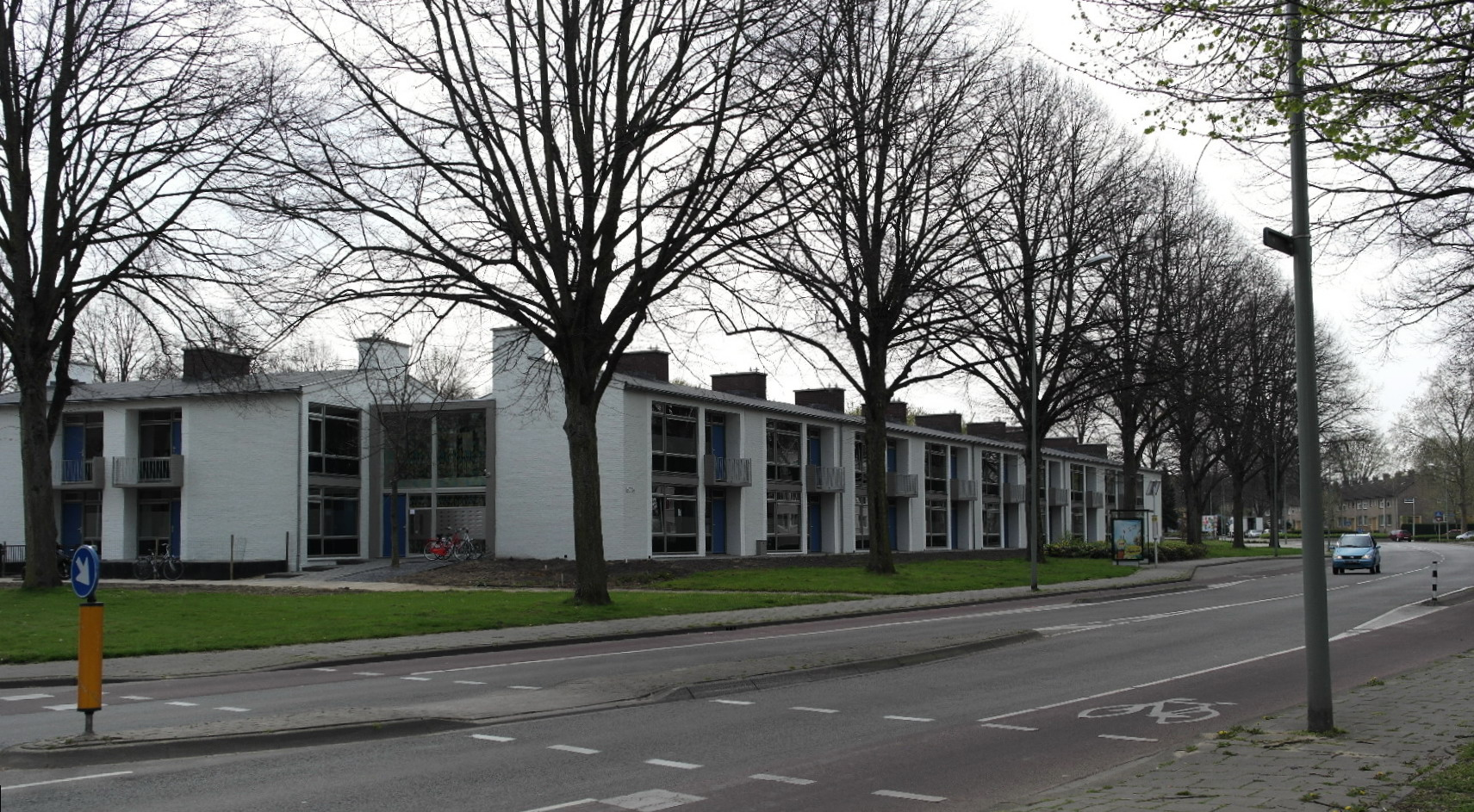
Maison de retraite.
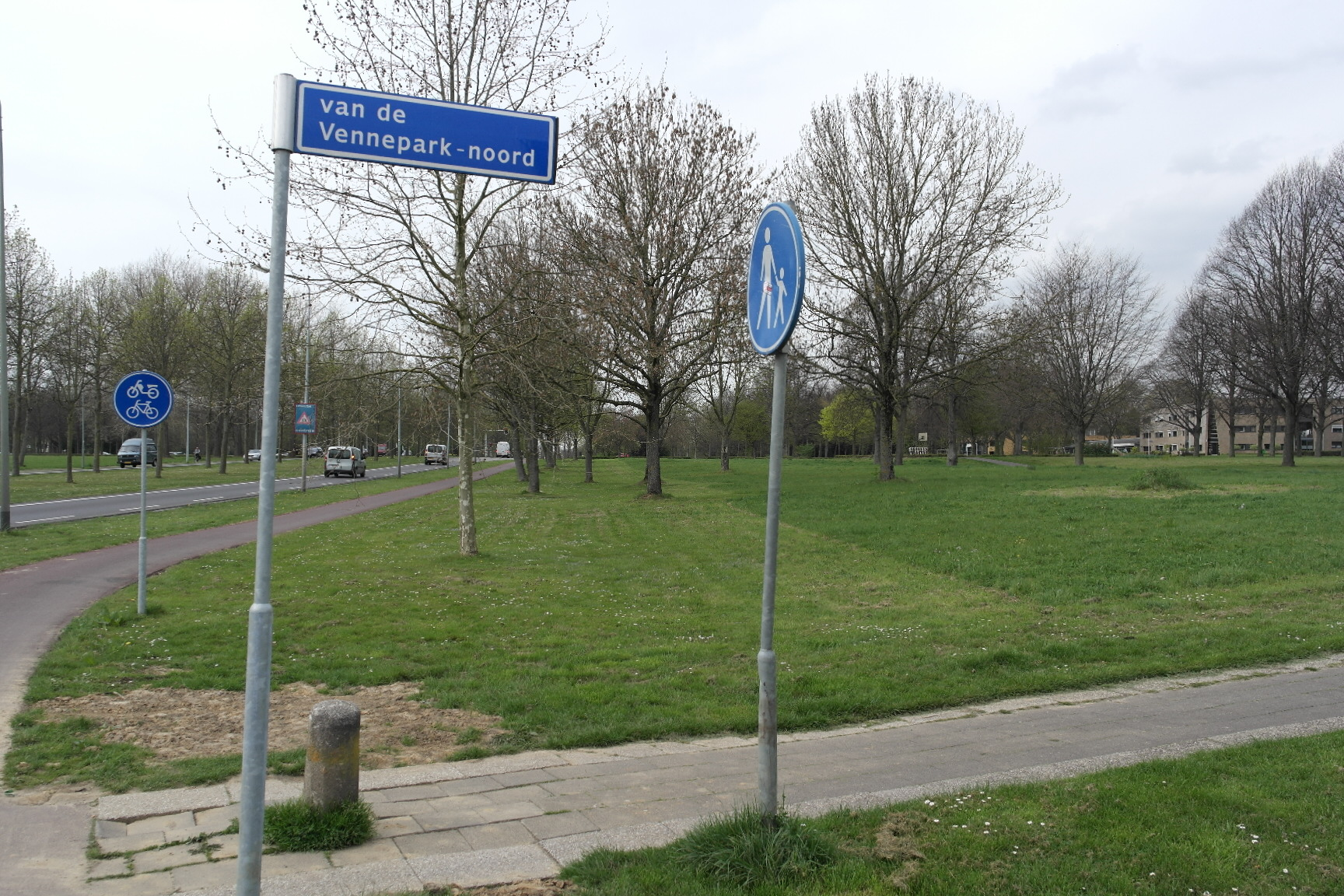
Parc Van de Venne.
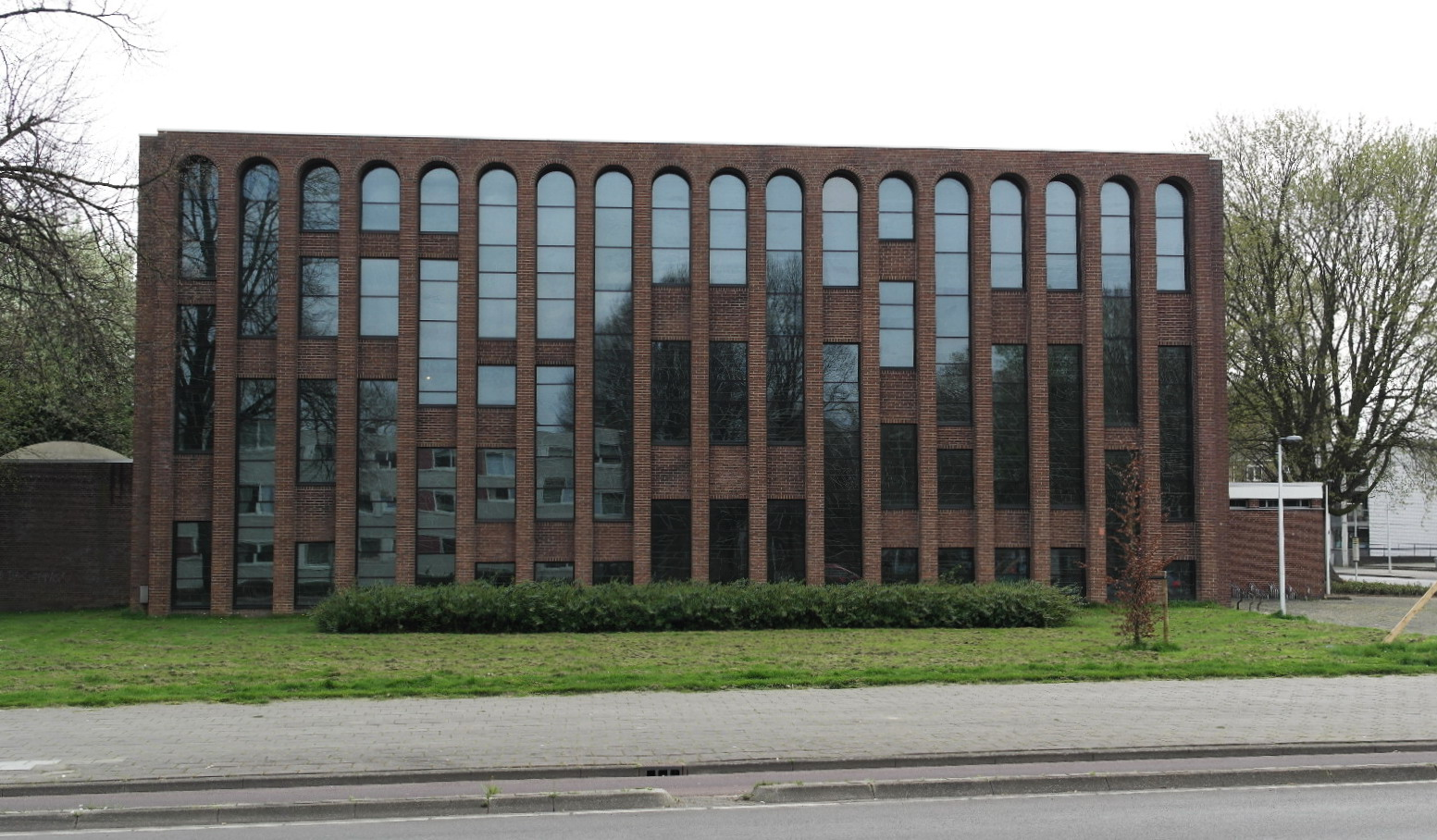
Façade de l'ancienne église.

### Projet Caberg-Malpertuis
Le quartier de Malpertuis était composé de petits immeubles locatifs obsolètes. La cohésion sociale du quartier était faible et pour cette raison, la ville de Maastricht a décidé, avec les syndicats de copropriété Servatius et Woonpunt, d'améliorer la qualité de vie dans ces deux quartiers via l'approche Caberg-Malpertuis.
Depuis 2006, le projet vise à diversifier l'offre de logements et à améliorer le tissu social du quartier. À l'ouest de Malpertuis, plusieurs démolitions et reconstructions ont déjà été faite. Le nouveau parc Viegenpark doit être réalisé entre Caberg et Malpertuis. En particulier, dans le cas de Malpertuis, cela signifie la démolition et la reconstruction du centre commercial existant.

## Sources
- (nl) Cet article est partiellement ou en totalité issu de l’article de Wikipédia en néerlandais intitulé « Malpertuis (wijk) » (voir la liste des auteurs).

## Compléments